# Robert Petan
Robert Petan, slovenski glasbenik, kantavtor, multiinštrumentalist; *1991.
V preteklosti je bil član različnih bendov, v katerih je igral različna glasbila; sprva je bil klaviaturist, nato basist, naposled pa je igral akustično kitaro. Med drugim je igral v bendih, ki so spremljali Rebeko Dremelj in Gašperja Riflja. Nato je začel nastopati tudi samostojno kot kantavtor. Prekretnico v njegovi kantavtorski karieri je pomenil nastop na kantavtorskem festivalu Kantfest leta 2019, kjer je prejel glavno nagrado zlato kanto od občinstva in strokovne žirije. Z dolgoletno parnerko Majo Weiss, s katero sta se leta 2024 poročila, tvorita glasbeni duet Maja in Robi in nastopata zlasti na različnih prireditvah, porokah in zabavah. Nastopa tudi kot solist in v glasbeniki skupini The Rafters.
Leta 2023 se je pridruži ekipi satirične oddaje Kaj dogaja?.